# Душ Сантуш Кардинал, Фернанду Алберту
Фернандо Алберту душ Сантуш Кардинал (род. 26 июня 1985, Порту), также известный как просто Кардинал — португальский футболист, игрок в мини-футбол. Нападающий португальского клуба «Спортинг» и сборной Португалии по мини-футболу.

## Биография
В начале карьеры Кардинал играл за португальские клубы «Фундасан Жорже Антунеш», «Боавишта» и «Фрейшиейру». В 2009 году он перешёл в «Спортинг», в составе которого вскоре выиграл чемпионат и суперкубок Португалии, а затем дошёл до финала Кубка УЕФА.
Летом 2011 года Кардинал подписал трёхлетний контракт с российским ЦСКА.
В составе сборной Португалии Кардинал принял участие на чемпионате мира 2008 года, где отметился двумя забитыми мячами в четырёх играх. А на чемпионате Европы 2010 года, где португальцы выиграли серебро, Кардинал забил четыре мяча и был одним из лидеров команды.

## Достижения
- Серебряный призёр чемпионата Европы по мини-футболу: 2010
- Чемпион Португалии: 2010
- Обладатель Суперкубка Португалии: 2011